# Fabiola García Martínez
Fabiola García Martínez (Ribeira, La Coruña, 1985) es una política española del Partido Popular de Galicia (PPdeG). Desde septiembre de 2018 ejerce como conselleira de Política Social de la Junta de Galicia, cargo que mantiene desde 2022 con la denominación Consellería de Política Social e Igualdade. En marzo de 2024 tomó posesión de su escaño como diputada del Parlamento de Galicia por la circunscripción de La Coruña.

## Biografía
Nació en Ribeira en 1985. Es licenciada en Derecho por la Universidad de Santiago de Compostela. Inició su carrera política en el ámbito municipal, siendo desde 2015 primera teniente de alcalde y concejala de Administración, Transparencia, Participación Ciudadana, Promoción Económica y Cultura del Ayuntamiento de Ribeira.
Entre 2016 y 2018 fue directora general de Mayores y Personas con Discapacidad de la Junta de Galicia.

## Trayectoria política

### Junta de Galicia
Fue nombrada conselleira de Política Social el 26 de septiembre de 2018 en sustitución de José Manuel Rey Varela. Tras la llegada de Alfonso Rueda a la presidencia de la Xunta en 2022, mantuvo el cargo al frente de la Consellería, que pasó a denominarse de Política Social e Igualdade.
En el ámbito parlamentario, fue diputada durante la XI legislatura y renunció en 2021 para centrarse en las tareas de gobierno. En las elecciones de 2024 volvió a ser elegida diputada por A Coruña.

### Innovación en políticas sociales
Bajo su dirección, Galicia impulsó un modelo innovador de cuidados con medidas como: la implantación de historia clínica electrónica en residencias, los certificaciones de calidad, la creación de centros de cuidados intermedios en Santiago y Mos o la introducción de tecnología para rehabilitación y monitorización en el ámbito sociosanitario.

### Infraestructuras y financiación
La consellería impulsó la construcción de 24 nuevas residencias públicas para mayores en municipios de menos de 50.000 habitantes, con unas 1.800 plazas adicionales.  
En octubre de 2024 la Xunta recibió la residencia de A Eiriña en Pontevedra, construida por la Fundación Amancio Ortega, con capacidad para 120 plazas.
En 2024 el presupuesto del área de Política Social y Xuventude se incrementó un 12 %, superando los 1.200 millones de euros.

### Igualdad y conciliación
Entre las medidas impulsadas destacan: el Plan Corresponsables, que en 2024 benefició a unas 30.000 familias con una inversión de 7,7 millones de euros; la gratuidad de las escuelas infantiles, que superaron las 32.000 plazas en 2025; el refuerzo de medidas de igualdad y conciliación laboral.

### Atención a la dependencia y discapacidad
En enero de 2025 anunció un plan de 90 millones de euros para simplificar los trámites de dependencia y discapacidad, unificando procedimientos y reduciendo plazos.

## Controversias
En agosto de 2025, trabajadoras del Servizo de Axuda no Fogar (SAF) criticaron la "improvisación" de la administración durante una huelga, señalando a la conselleira como responsable de la falta de coordinación en los servicios mínimos.